# Microcos begoniifolia
Microcos begoniifolia är en malvaväxtart som beskrevs av George Don jr. Microcos begoniifolia ingår i släktet Microcos och familjen malvaväxter. Inga underarter finns listade i Catalogue of Life.